# جيسيكا روبرتسون
جيسيكا روبرتسون (بالإنجليزية: Jessica Robertson)‏ هي ممثلة أمريكية، ولدت في 27 يوليو 1980 في الولايات المتحدة.

## وصلات خارجية
- جيسيكا روبرتسون على موقع IMDb (الإنجليزية)
- جيسيكا روبرتسون على موقع قاعدة بيانات الفيلم (الإنجليزية)